# 22 (canción de Taylor Swift)
«22» es una canción de la cantante estadounidense Taylor Swift, incluida en su cuarto álbum de estudio, Red, de 2012. Swift la compuso junto a Max Martin y Shellback, y estos dos últimos también la produjeron. Big Machine Records la lanzó como el cuarto sencillo oficial del disco el 5 de marzo de 2013 en los Estados Unidos y el 31 del mismo mes en el Reino Unido.
El tema recibió comentarios generalmente positivos por parte de los críticos musicales. Un escritor de la revista Billboard dijo que era la «canción pop más descarada» de Swift, mientras que Amy Sciarretto de PopCrush dijo que tiene el estilo de Avril Lavigne. Su recibimiento comercial fue moderado. En los Estados Unidos alcanzó el número 20, y ocupó las posiciones número 9, 12, 21 y 23 en el Reino Unido, Irlanda, Australia y Nueva Zelanda, respectivamente. Para promocionarlo, Swift publicó un vídeo musical en su cuenta VEVO de Youtube el 13 de marzo de 2013. Este estuvo dirigido por Anthony Mandler y cuenta con la participación de la actriz de Gossip Girl, Jessica Szohr. Swift interpretó la versión acústica del tema junto con otras canciones de Red durante una presentación en vivo frente a sus admiradores.

## Antecedentes y descripción
Taylor Swift compuso el tema junto a Max Martin y Shellback. Estos dos últimos también lo produjeron y colaboraron en otras canciones de Red como «We Are Never Ever Getting Back Together» y «I Knew You Were Trouble». En una entrevista con la revista Billboard, Swift habló sobre lo que la inspiró a escribir el tema. Básicamente, la principal inspiración de Swift para escribir la canción fue tener 22 años de edad y lo que esto conlleva. En la entrevista comentó que:

«Para mí, tener 22 ha sido el año favorito de mi vida. Me gustan todas las posibilidades sobre como todavía estás aprendiendo, pero sabes suficiente. Aún no sabes nada, pero sabes que no sabes nada. Eres lo suficientemente mayor para empezar a planear tu vida, pero eres lo suficientemente joven para saber que hay muchas preguntas sin respuestas. Esto trae una sensación de despreocupación que se basa en una especie de indecisión y miedo y al mismo tiempo en perderlo. Tener 22 me ha enseñado mucho».

La pista habla sobre «olvidarse de las fechas límites» y «ser joven, relajarse y vestirse como hipsters». En una entrevista con Ryan Seacrest, Swift dijo que: «Escribí eso acerca de mis amigos, como finalmente tengo este increíble grupo de amigas y nos contamos todo, estamos juntas todo el tiempo [...] Y creo que fue el indicador para mí de que tenía 22, como tener todos esos amigos y existen todos estos signos de interrogación en tu vida, pero la única cosa que tienes es que se tienen unos a otros». Según Idolator, «22» es un tema «atronador» que empieza con un riff de guitarra acústica antes de que un ritmo propulsor que evoca a «Teenage Dream» de Katy Perry caiga para dar paso a versos que son «lindos y malcriados». Según Chloe Melas de Hollywood Life, la canción trata sobre Selena Gomez, una de las mejores amigas de la intérprete. Big Machine Records lo lanzó en las radios de los Estados Unidos el 5 de marzo y lo publicó en el Reino Unido el 31 del mismo mes. Sobre el lanzamiento del sencillo, la artista comentó que «[tener 22] fue lo mejor. Estoy muy emocionada de que ese va a ser el próximo sencillo».

## Recepción

### Comentarios de la crítica
En el análisis de Red hecho por la revista Billboard, un escritor dijo que «22» es la «canción pop más descarada» de la carrera de Swift, y añadió que «incluso cuando se está divirtiendo, Swift está comunicando sucintamente emociones conflictivas». Amy Sciarretto de PopCrush dijo que en la canción «hay un imprescindible acento, que podría volver a atraerla [a Swift] a su base country, pero parece escrito para los adolescentes cuando canta sobre estar "feliz, libre, confundido y solitario" al mismo tiempo. Tiene el mismo ritmo y energía que "We Are Never Ever Getting Back Together" y cierto estilo descarado [de] Avril Lavigne». Lewis Corner de Digital Spy dijo que el «twenty twooo-oo-oo» del estribillo «va a arremolinarse obstinadamente en tu cabeza durante horas y horas» y añadió que «puede que ella [Swift] ya haya logrado más durante su juventud de lo que la mayoría lo hace en su vida, pero con un éxito pop más para añadir a su repertorio, parece que solo está empezando». El mismo revisor le otorgó cuatro estrellas de cinco.

### Recibimiento comercial
El tema ha tenido una recepción comercial moderada. En los Estados Unidos debutó en el número 44 de la lista Billboard Hot 100 antes de lanzarse como sencillo, la semana en la que Big Machine Records publicó Red. Simultáneamente, alcanzó el número 7 en la lista Digital Songs. Luego de lanzarse como sencillo, volvió a ingresar a la primera lista y alcanzó el número 24. También ocupó la posición número 12 y 9 en los conteos Pop Songs y Adult Pop Songs, respectivamente. En los Estados Unidos llegó a vender aproximadamente dos millones de copias legales, por lo que la RIAA le otorgó tres discos de platino. En Canadá ocupó la posición número 20 y en Nueva Zelanda la 23. En el primero de estos recibió un disco de platino, mientras que en Nueva Zelanda obtuvo uno de oro por parte de la RIANZ, que certifica 7500 copias vendidas. En el Reino Unido llegó al número 9, lo que la convierte en la cuarta canción mejor posicionada de Swift en el territorio, luego de «Love Story», «I Knew You Were Trouble» y «We Are Never Ever Getting Back Together». Asimismo, alcanzó el número 12 en la lista Irish Singles Chart y el número 9 en Escocia. En Francia alcanzó el número 155 y en Eslovaquia el 36. En Australia llegó al número 21 y recibió dos discos de platino por parte de la ARIA, que certifica 140 000 copias vendidas.

## Promoción

### Vídeo musical
A principios de febrero de 2013, se filtraron fotografías de Swift junto a un grupo de amigas filmando el vídeo musical del sencillo en la playa de Malibu. Allí, estaba vestida de manera informal, con pantalones vaqueros, un sweater y una gorra tejida. A su vez, estaba siendo empujada en un carrito de supermercado con un cono de helado en la mano. También, se vio a la cantante y su grupo de amigas riendo, divirtiéndose, bailando y haciendo pirámides humanas en la playa. Luego de esto, publicó en su cuenta de Twitter oficial:

«Dejando LA ahora después del mejor día con mis amigos [...] Casi olvidé que era una filmación de vídeo. No puedo esperar a que ustedes lo vean».

Finalmente, la intérprete lo publicó en su cuenta VEVO en YouTube el 13 de marzo de 2013. El mismo día, asistió al programa estadounidense Good Morning America y lo presentó. Su dirección estuvo encargada de Anthony Mandler, quien anteriormente había dirigido el vídeo de «I Knew You Were Trouble». El vídeo inicia con Swift luciendo una camiseta blanca y un pantalón corto negro. Luego, se le ve en una cocina junto a un grupo de amigas platicando y riendo. En seguida, aparece con unos lentes en forma de corazón y vuelve a la cocina. Posteriormente, aparece en una piscina, y las escenas se intercalan con otras de las chicas usando pompones y coreografiando la canción. Luego se trasladan a una playa, y finaliza en una fiesta, donde Swift se lanza a la piscina. Una de las compañeras de Swift en el vídeo es interpretada por la actriz de Gossip Girl, Jessica Szohr.

### Interpretaciones en directo
Durante una presentación en vivo frente a sus admiradores, Swift interpretó las versiones acústicas de «We Are Never Ever Getting Back Together», «Treacherous» y «22». Luego de los premios NRJ Music Awards, dio un concierto privado en Francia, donde interpretó temas de su segundo álbum de estudio, Fearless (2008), como «Love Story» y «You Belong with Me», así como «22», «I Knew You Were Trouble» y «We Are Never Ever Getting Back Together».

## Posicionamiento en listas

### Semanales
| País              | Lista                     | Mejor posición |           |
| 2012-2013         | 2012-2013                 | 2012-2013      | 2012-2013 |
| ----------------- | ------------------------- | -------------- | --------- |
| Australia         | Australian Singles Chart  | 21             |           |
| Bélgica (Flandes) | Ultratip 40               | 3              |           |
| Bélgica (Valonia) | Ultratip 40               | 28             |           |
| Canadá            | Canadian Hot 100          | 20             |           |
| Escocia           | Scottish Singles Charts   | 9              |           |
| Eslovaquia        | Radio Top 100             | 36             |           |
| Estados Unidos    | Billboard Hot 100         | 20             |           |
| Estados Unidos    | Digital Songs             | 7              |           |
| Estados Unidos    | Pop Songs                 | 12             |           |
| Estados Unidos    | Radio Songs               | 28             |           |
| Estados Unidos    | Adult Pop Songs           | 9              |           |
| Francia           | French Singles Chart      | 155            |           |
| Irlanda           | Irish Singles Chart       | 12             |           |
| Nueva Zelanda     | New Zealand Singles Chart | 23             |           |
| Reino Unido       | UK Singles Chart          | 9              |           |

### Certificaciones
| País           | Organismo certificador | Certificación | Simbolización | Ref.   |
| -------------- | ---------------------- | ------------- | ------------- | ------ |
| Australia      | ARIA                   | 2× Platino    | 2▲            | [ 32 ] |
| Canadá         | Music Canada           | Platino       | ▲             | [ 38 ] |
| Dinamarca      | IFPI — Dinamarca       | Oro           | ●             | [ 39 ] |
| Estados Unidos | RIAA                   | 3× Platino    | 3▲            | [ 22 ] |
| Nueva Zelanda  | RIANZ                  | Oro           | ●             | [ 25 ] |
| Reino Unido    | BPI                    | Plata         | ♦             | [ 40 ] |

## Premios y nominaciones
El sencillo «22» recibió dos nominaciones a los World Music Awards 2013. Sin embargo, la ceremonia no tuvo lugar hasta la edición de 2014. 
| Año                 | Ceremonia de premiación | Premio                  | Resultado |
| ------------------- | ----------------------- | ----------------------- | --------- |
| 2013 (anulado) 2014 | World Music Awards      | Mejor canción del mundo | Nominada  |
| 2013 (anulado) 2014 | World Music Awards      | Mejor vídeo del mundo   | Nominada  |

## Créditos y personal
- Shellback: Guitarra acústica y eléctrica, bajo, programación, productor, teclado y compositor.
- Max Martin: Guitarra acústica, teclado, productor y compositor.
- JoAnn Tominaga: Coordinador de producción.
- Tim Roberts: Ingeniero asistente de mezclas.
- John Hanes: Ingeniero de mezclas.
- Tom Coyne: Masterizador.
- Serban Ghenea: Mezclas.
- Michael Ilbert y Sam Holland: Grabación.
- Eric Eylands: Asistente de grabación.
- Taylor Swift: Voz, compositora.

Fuente: Discogs